# Tod in den Wäldern (2020)
Tod in den Wäldern ist ein amerikanisch-kanadischer Action-Thriller aus dem Jahr 2020 unter der Regie von Robin Pront nach einem Drehbuch von Micah Ranum. Die Hauptrollen spielen Nikolaj Coster-Waldau und Annabelle Wallis. Der Film handelt von einem Jäger und einem Sheriff, die einen Mörder aufspüren, der möglicherweise die Tochter des Jägers Jahre zuvor entführt hat.

## Handlung
Der Alkoholiker Rayburn Swanson ist der Besitzer des Reservats Gwen Swanson, das nach seiner verschwundenen Tochter benannt ist. Der Zufluchtsort ist ein Akt der Buße, weil Gwen seinen Trapper-Lebensstil missbilligte und sie fünf Jahre zuvor aus seinem Auto verschwand, als er in ein Geschäft ging, um Whiskey zu kaufen. Rayburn hält Jäger mit Hilfe von Überwachungskameras fern.
Sheriff Alice Gustafson ist die Schwester von Brooks, einem jungen Mann, der in Schwierigkeiten steckt. Bei der Untersuchung der Leiche eines jungen Mädchens, die an einem See gefunden wurde, bemerkt Alice eine Narbe am Hals des Mädchens sowie eine Speerspitze (mit einem "MB" gekennzeichnet), die in einem Baum vergraben war. Nachdem sie von der Leiche erfahren hat, trifft Rayburn ein, um sie zu identifizieren, aber es ist nicht Gwen. Alice erfährt, dass der Speer mit einer seltenen Waffe, einem Atlatl, benutzt wurde.
Rayburn sieht einen Mann in einem Ghillie-Anzug durch den Wald schleichen. Als Rayburn versucht, den Mann zur Rede zu stellen, wird er von einem geworfenen Speer verwundet. Auf seiner Flucht stößt er auf einen schwarzen Pickup, dessen Nummernschilder entfernt wurden. Er markiert den Wagen, indem er ein kleines „X“ in den Kotflügel kratzt. Nachdem er nach Hause zurückgekehrt ist und seine Wunde genäht hat, sieht er sich das Überwachungsmaterial an und beobachtet, wie ein Mädchen im Reservat von demselben Mann gejagt wird. Rayburn kehrt zurück und rettet das Mädchen, das Molly heißt, und hält sie über Nacht in einer unbenutzten Stachelfalle in Sicherheit. Sie wurde stumm gemacht und hat eine ähnliche Narbe am Hals wie die des toten Mädchens. Am nächsten Abend kehren sie zur Hütte zurück, werden aber von dem Jäger überfallen. Der Jäger verletzt Rayburn und sticht mit einem Speer auf Molly ein. Alice kommt an und verdächtigt, nachdem sie gesehen hat, dass Molly erstochen wurde, sofort Rayburn, bis der Jäger hinter ihr auftaucht. Da er immer noch verkleidet ist und genauso mit den Fingern knackt wie ihr Bruder, glaubt sie, dass es sich auch um ihren Bruder handelt. Alice schießt auf Rayburn, verwundet ihn und lässt ihn fliehen, damit ihr vermeintlicher Bruder entkommen kann.
Alice sucht nach Rayburn und tritt in eine von ihm aufgestellte Bärenfalle, wobei sie sich am Knöchel verletzt. Er flieht in ihrem Streifenwagen und ruft einen Krankenwagen für Molly. Alice fordert Rayburns Verhaftung. Er flieht zum Haus seiner früheren Frau Debbie und ihres Mannes Karl Blackhawk, dem Sheriff der örtlichen Indianerpolizei. Sie bringen ihn in die "Factory", eine verlassene Mühle, in der Obdachlose untergebracht sind, und rufen Dr. Jon Boone an, um ihn zu behandeln. Brooks trifft zufällig ein und wird von Karl verhaftet, obwohl er ein Alibi hat, um seine Unschuld zu beweisen. Alice, die sich ihres moralischen Versagens bewusst ist, verspricht der inzwischen im Krankenhaus liegenden Molly, dass sie den Mörder fassen wird.
Rayburn beschließt, aufzuräumen und seinen Alkohol wegzuwerfen, bis auf die noch ungeöffnete Flasche, die er an dem Tag gekauft hatte, an dem Gwen verschwunden war. Er fährt zur Bar, um seine Schulden zu bezahlen, und sieht auf dem Rückweg plötzlich den Wagen, den er markiert hat. Er folgt ihm und entdeckt auch die Markierung. Jedoch steigt aus dem Wagen ein alter Mann, der ihm sagt, dass sein Nachbar, der oben auf einem Hügel wohnt, den Wagen öfter benutze. Rayburn bricht in dessen Haus ein und findet dieselben Waffen und Kleidungsstücke, die der Mörder getragen hat, sowie eine Reihe von "Vermisst"-Postern, darunter eines für seine Tochter. Nachdem er ein noch lebendes Mädchen unter einem Laken mit aufgeschnittener Kehle gefunden hat, erscheint der Mörder und rammt ihm eine Spritze in den Hals, woraufhin er bewusstlos wird, und entführt ihn.
Alice bemerkt, dass es Probleme mit dem Autopsiebericht von Dr. Boone gibt. Während sie in seinem Büro auf ihn wartet, sieht sie ein Foto des Arztes mit seiner Tochter Melissa, die eine Halskette mit den Initialen "MB" trägt. Alice erkennt, dass Boone der Mörder ist, und fordert sofort Verstärkung an, um Boones Haus zu durchsuchen; das gleiche Haus, das Rayburn gefunden hatte.
Boone erklärt Rayburn, dass er, während er um seine eigene Tochter trauerte, die von einem betrunkenen Autofahrer getötet worden war, begann, Teenager-Mädchen zu entführen und zu töten, um sie vor ihren schlechten Eltern zu „retten“, darunter auch Rayburn. Boone bringt Rayburn in das Reservat und zwingt ihn zur Flucht, damit er ihn jagen kann. Alice sieht Rayburn bei der Überwachung. Rayburn überwältigt Boone und schlägt ihn heftig, als Alice eintrifft. Sie versucht, Rayburn aufzuhalten, aber er ignoriert sie und wirft Boone in eine der Stachelfallen, wodurch er tödlich verletzt wird. Alice sieht zu, wie Rayburn den Arzt einschließt und ihr mitteilt, dass sie quitt sind. Später sitzt sie in einem Streifenwagen und hört im Radio von der laufenden Fahndung nach Dr. Boone.
Rayburn und seine Ex-Frau veranstalten eine Beerdigung für Gwen, an der Molly teilnimmt und mit der er abschließen kann. Anschließend leert er seine letzte Whiskyflasche in den See, um mit allem abzuschließen.

## Kritiken
Wunschliste.de urteilte: „‚Tod in den Wäldern‘ ist ein geradlinig erzählter Thriller an ungewöhnlichen Schauplätzen in der kanadischen Provinz, in den Hauptrollen besetzt mit drei europäischen Darstellern. Der dänische, inzwischen international erfolgreiche Kino- und Serienstar Nikolaj Coster-Waldau (Nightwatch – Nachtwache, Black Hawk Down) ist spätestens mit der Rolle des Jaime Lannister in dem Fantasy-Serienhit Game of Thrones, die ihm unter anderem eine Emmy-Nominierung einbrachte, einem weltweiten Publikum zum Begriff geworden.“